# Championnats d'Océanie de cyclisme sur piste 2016
Navigation
Championnats d'Océanie 2015 Championnats d'Océanie 2017
Les Championnats d'Océanie de cyclisme sur piste 2016 (officiellement 2017 Oceania Track Championships) se déroulent du 7 au 10 décembre 2016 sur le vélodrome de Melbourne en Australie.
Les 10 épreuves olympiques (vitesse, vitesse par équipes, keirin, poursuite par équipes et omnium pour les hommes et les femmes) et des épreuves non-olympiques ont lieu dans le cadre de ces championnats d'Océanie. 
Des épreuves réservées aux coureurs juniors (moins de 19 ans) sont également au programme.

## Résultats des championnats élites

### Épreuves masculines
| Épreuves               | Or                                                                     | Argent                                                             | Bronze                                                                      |
| ---------------------- | ---------------------------------------------------------------------- | ------------------------------------------------------------------ | --------------------------------------------------------------------------- |
| Kilomètre              | Zac Williams (NZL)                                                     | Bradly Knipe (NZL)                                                 | Jordan Castle (NZL)                                                         |
| Keirin                 | Edward Dawkins (NZL)                                                   | Jordan Castle (NZL)                                                | Sam Webster (NZL)                                                           |
| Vitesse individuelle   | Sam Webster (NZL)                                                      | Edward Dawkins (NZL)                                               | Matthew Glaetzer (AUS)                                                      |
| Vitesse par équipes    | Nouvelle-Zélande Ethan Mitchell Edward Dawkins Sam Webster             | Australie 1 Braeden Dean Thomas Clarke Conor Rowley                | Australie 2 John Cochrane David Koroknai Harrison Lodge                     |
| Poursuite individuelle | Dylan Kennett (NZL)                                                    | Nick Kergozou (NZL)                                                | Kelland O'Brien (AUS)                                                       |
| Poursuite par équipes  | Australie Kelland O'Brien Callum Scotson Alexander Porter Sam Welsford | Nouvelle-Zélande Jared Gray Hugo Jones Thomas Sexton Nick Kergozou | Australie Joshua Harrison Alexander Morgan Cameron Scott Nicholas Yallouris |
| Course aux points      | Sam Welsford (AUS)                                                     | Aaron Gate (NZL)                                                   | Joshua Harrison (AUS)                                                       |
| Course scratch         | Alexander Porter (AUS)                                                 | Tirian McManus (AUS)                                               | Joshua Harrison (AUS)                                                       |
| Course à l'américaine  | Australie 1 Kelland O'Brien Callum Scotson                             | Australie 2 Cameron Scott Nicholas Yallouris                       | Nouvelle-Zélande 1 Regan Gough Thomas Sexton                                |
| Omnium                 | Aaron Gate (NZL)                                                       | Regan Gough (NZL)                                                  | Sam Welsford (AUS)                                                          |

### Épreuves féminines
| Épreuves               | Or                                                                     | Argent                                                                  | Bronze                                    |
| ---------------------- | ---------------------------------------------------------------------- | ----------------------------------------------------------------------- | ----------------------------------------- |
| 500 mètres             | Kaarle McCulloch (AUS)                                                 | Emma Cumming (NZL)                                                      | Breanna Hargrave (AUS)                    |
| Keirin                 | Holly Takos (AUS)                                                      | Stephanie Morton (AUS)                                                  | Emma Cumming (NZL)                        |
| Vitesse individuelle   | Kaarle McCulloch (AUS)                                                 | Courtney Field (AUS)                                                    | Stephanie Morton (AUS)                    |
| Vitesse par équipes    | Australie Rikki Belder Courtney Field                                  | Nouvelle-Zélande 1 Emma Cumming Racquel Sheath                          | Nouvelle-Zélande 2 Jaymie King Tess Young |
| Poursuite individuelle | Ashlee Ankudinoff (AUS)                                                | Jaime Nielsen (NZL)                                                     | Kirstie James (NZL)                       |
| Poursuite par équipes  | Australie Ashlee Ankudinoff Amy Cure Annette Edmondson Alexandra Manly | Nouvelle-Zélande Bryony Botha Kirstie James Alysha Keith Nina Wollaston |                                           |
| Course aux points      | Georgia Baker (AUS)                                                    | Amy Cure (AUS)                                                          | Racquel Sheath (NZL)                      |
| Course scratch         | Michaela Drummond (NZL)                                                | Amy Cure (AUS)                                                          | Alysha Keith (NZL)                        |
| Course à l'américaine  | Australie Amy Cure Annette Edmondson                                   | Nouvelle-Zélande Michaela Drummond Racquel Sheath                       | Australie Ashlee Ankudinoff Josie Talbot  |
| Omnium                 | Amy Cure (AUS)                                                         | Racquel Sheath (NZL)                                                    | Holly Edmondston (AUS)                    |

## Résultats des championnats juniors

### Épreuves masculines
| Épreuves               | Or                                                                  | Argent                                                                      | Bronze                                                             |
| ---------------------- | ------------------------------------------------------------------- | --------------------------------------------------------------------------- | ------------------------------------------------------------------ |
| Kilomètre              | Kye Bonser (AUS)                                                    | Thomas Cornish (AUS)                                                        | Jackson Ogle (NZL)                                                 |
| Keirin                 | Kye Bonser (AUS)                                                    | Jackson Ogle (NZL)                                                          | James Brister (AUS)                                                |
| Vitesse individuelle   | Kye Bonser (AUS)                                                    | James Brister (AUS)                                                         | Thomas Cornish (AUS)                                               |
| Vitesse par équipes    | Australie 1 Kai Chapman Thomas Cornish Julian Krohn                 | Australie 2 James Brister Kye Bonser Matthew Richardson                     | Nouvelle-Zélande Thomas Garbett Mitchell Morris Jackson Ogle       |
| Poursuite individuelle | Tyler Lindorff (AUS)                                                | Aaron Wyllie (NZL)                                                          | Jarrad Drizners (AUS)                                              |
| Poursuite par équipes  | Australie 1 Jarrad Drizners Braden O'Shea Riley Hart Tyler Lindorff | Nouvelle-Zélande 1 George Jackson Corbin Strong Matt Trenchard Aaron Wyllie | Australie 2 Alexander Clairs Cooper Sayers Luke Howe Isaac Buckell |
| Course aux points      | Stephen Cuff (AUS)                                                  | Jensen Plowright (AUS)                                                      | Tyler Lindorff (AUS)                                               |
| Course scratch         | Stephen Cuff (AUS)                                                  | Cooper Sayers (AUS)                                                         | Corbin Strong (NZL)                                                |
| Omnium                 | Riley Hart (AUS)                                                    | Corbin Strong (NZL)                                                         | Stephen Cuff (AUS)                                                 |

### Épreuves féminines
| Épreuves               | Or                                                                          | Argent                                                            | Bronze                                                                     |
| ---------------------- | --------------------------------------------------------------------------- | ----------------------------------------------------------------- | -------------------------------------------------------------------------- |
| 500 mètres             | Ellesse Andrews (NZL)                                                       | Lara Tucker (AUS)                                                 | Emily Shearman (NZL)                                                       |
| Keirin                 | Brooklyn Vonderwall (AUS)                                                   | Jade Haines (AUS)                                                 | Lara Tucker (AUS)                                                          |
| Vitesse individuelle   | Brooklyn Vonderwall (AUS)                                                   | Lara Tucker (AUS)                                                 | Shaane Fulton (NZL)                                                        |
| Vitesse par équipes    | Australie 1 Lara Tucker Rihana Pezaj                                        | Nouvelle-Zélande 1 Sophie-Leigh Bloxham Shaane Fulton             | Australie 2 Skye Robson Brooklyn Vonderwall                                |
| Poursuite individuelle | Emily Shearman (NZL)                                                        | Kate Smith (NZL)                                                  | Nicole Shields (NZL)                                                       |
| Poursuite par équipes  | Nouvelle-Zélande 1 Ellesse Andrews Emily Shearman Nicole Shields Kate Smith | Australie 1 Maeve Plouffe Morgan Gillon Alice Culling Jade Haines | Nouvelle-Zélande 2 Libby Arbuckle Georgia Danford Lindz Haggart Sammi Ogle |
| Course aux points      | Ellesse Andrews (NZL)                                                       | Jade Haines (AUS)                                                 | Emily Shearman (NZL)                                                       |
| Course scratch         | Jade Haines (AUS)                                                           | Ellesse Andrews (NZL)                                             | Emily Shearman (NZL)                                                       |
| Omnium                 | Jade Haines (AUS)                                                           | Ellesse Andrews (NZL)                                             | Georgia Danford (NZL)                                                      |

## Tableaux des médailles
| Rang  | Nation           | Or | Argent | Bronze | Total |
| ----- | ---------------- | -- | ------ | ------ | ----- |
| 1     | Australie        | 13 | 7      | 11     | 32    |
| 2     | Nouvelle-Zélande | 7  | 13     | 8      | 28    |
| Total | Total            | 20 | 20     | 19     | 59    |

| Rang  | Nation           | Or | Argent | Bronze | Total |
| ----- | ---------------- | -- | ------ | ------ | ----- |
| 1     | Australie        | 14 | 10     | 8      | 32    |
| 2     | Nouvelle-Zélande | 5  | 9      | 11     | 25    |
| Total | Total            | 19 | 19     | 19     | 57    |

### Championnats élites et juniors
| Rang  | Nation           | Or | Argent | Bronze | Total |
| ----- | ---------------- | -- | ------ | ------ | ----- |
| 1     | Australie        | 27 | 17     | 19     | 63    |
| 2     | Nouvelle-Zélande | 12 | 22     | 19     | 53    |
| Total | Total            | 39 | 39     | 38     | 116   |